# Ǎ̧
Cette page contient des caractères spéciaux ou non latins. S’ils s’affichent mal (▯, ?, etc.), consultez la page d’aide Unicode.
Ǎ̧ (minuscule : ǎ̧), appelé A caron cédille, est un graphème utilisé dans l’écriture de certaines langues camerounaises dont le mundani. Il s’agit de la lettre A diacritée d’un caron et d’une cédille.

## Utilisation
En langues camerounaises suivant l’Alphabet général des langues camerounaises, ‹ a̧ › représente un A nasalisé et le caron indique le ton montant. Il ne s’agit d’une lettre à part entière, et elle placée avec le A sans accent ou avec un autre accent dans l’ordre alphabétique.

## Représentations informatiques
Le A caron cédille peut être représenté avec les caractères Unicode suivants :
- décomposé et normalisé NFC (latin étendu B, diacritiques) :

| formes    | représentations | chaînes de caractères | points de code | descriptions                                        |
| --------- | --------------- | --------------------- | -------------- | --------------------------------------------------- |
| capitale  | Ǎ̧               | Ǎ◌̧                    | U+01CD U+0327  | lettre majuscule latine a caron diacritique cédille |
| minuscule | ǎ̧               | ǎ◌̧                    | U+01CE U+0327  | lettre minuscule latine a caron diacritique cédille |

- décomposé et normalisé NFD (latin de base, diacritiques) :

| formes    | représentations | chaînes de caractères | points de code       | descriptions                                                    |
| --------- | --------------- | --------------------- | -------------------- | --------------------------------------------------------------- |
| capitale  | Ǎ̧               | A◌̧◌̌                   | U+0041 U+0327 U+030C | lettre majuscule latine a diacritique cédille diacritique caron |
| minuscule | ǎ̧               | a◌̧◌̌                   | U+0061 U+0327 U+030C | lettre minuscule latine a diacritique cédille diacritique caron |

## Sources
- (en) Elizabeth Parker et Mary Annett, Mundani-English Lexicon, 1990 (lire en ligne)